# Out of Evil Cometh Good (film 1914)
Out of Evil Cometh Good è un cortometraggio muto del 1914 diretto da Ethyle Batley.

## Trama
Un ubriacone rende storpia la figlia e, in prigione, si pente di ciò che ha fatto.

## Produzione
Il film fu prodotto dalla casa di produzione londinese British & Colonial Kinematograph Company. La regista Ethyle Batley era la madre della dodicenne Dorothy Batley che aveva cominciato la sua carriera di attrice nel 1910.

## Distribuzione
Distribuito dalla Davison Film Sales Agency (DFSA), il film - un cortometraggio in una bobina - uscì nelle sale cinematografiche britanniche nell'aprile 1914.